# 宇津野純一
愛知県名古屋市出身の社会人野球選手。
現在(2024年〜)は東邦ガス監督。
2024年　第95回都市対抗野球大会出場。
愛知県立大府高校−明治大学を経て2006年東邦ガスへ入社。
選手時代は都市対抗野球大会へ3回の補強出場(2006、2007年三菱自動車岡崎、2015年JR東海)を含む10回出場。日本選手権大会へは9回出場。
大学時代は3年春からレギュラーをつかみ、主に1番打者として出場。3年春には打率.383(3位)、4本塁打(1位)、13打点(1位)の2冠王で優勝に貢献。
大学野球選手権ではベスト4に進出。
日米大学選手権、世界大学野球選手権(銀メダル)の日本代表にも選出された。
優勝は3年春の1回であったが、3年秋、4年秋と合わせてベストナインには3回輝く。
高校時代は主に投手として2年夏のベスト4が最高成績。2年夏には東邦、3年夏には中京大中京を倒すなど公立の雄として私学4強を苦しめた。